# Округ Левенворт (Канзас)
Округ Левенворт (енгл. Leavenworth County) је округ у америчкој савезној држави Канзас. По попису из 2010. године број становника је 76.227. Седиште округа је град Левенворт.

## Демографија
Према попису становништва из 2010. у округу је живело 76.227 становника, што је 7.536 (11,0%) становника више него 2000. године.
| Група             | 2000.          | 2010.          |
| Белци             | 56.355 (82,0%) | 61.226 (80,3%) |
| Афроамериканци    | 7.160 (10,4%)  | 7.171 (9,4%)   |
| Азијати           | 730 (1,1%)     | 965 (1,3%)     |
| Хиспаноамериканци | 2.620 (3,8%)   | 4.308 (5,7%)   |
| Укупно            | 68.691         | 76.227         |